# مارك أوبراين
مارك أوبراين (بالإنجليزية: Mark O'Brien)‏ (20 نوفمبر 1992 بدبلن في جمهورية أيرلندا - ) هو لاعب كرة قدم أيرلندي في مركز الدفاع. شارك مع منتخب جمهورية أيرلندا تحت 17 سنة لكرة القدم ومنتخب جمهورية أيرلندا تحت 20 سنة لكرة القدم. أما مع النوادي، فقد لعب مع ديربي كاونتي ونادي ساوثبورت ونادي لوتون تاون ونادي ماذرويل.

## وصلات خارجية
- مارك أوبراين على موقع قاعدة بيانات كرة القدم.إي يو (الإنجليزية)
- مارك أوبراين على موقع Soccerbase.com (لاعب) (الإنجليزية)
- مارك أوبراين على موقع Soccerway.com (الإنجليزية)
- مارك أوبراين على موقع عالم كرة القدم.نت (الإنجليزية)